# 谷佳知
谷 佳知（たに よしとも、1973年2月9日  - ）は、大阪府東大阪市出身の元プロ野球選手（外野手、内野手）。右投右打。
日本プロ野球におけるシーズン最多二塁打記録（52本）の保持者。アトランタオリンピック野球の銀メダリスト、アテネオリンピック野球の銅メダリスト。妻は谷亮子（元柔道選手）。

## 経歴

### プロ入り前
高校は香川県の尽誠学園高等学校に野球留学。2年生時に一学年上の宮地克彦とともに第71回全国高等学校野球選手権大会に出場し、1番右翼手として本塁打を放つなどチームのベスト4進出に貢献した（また、2学年先輩に佐伯貴弘がおり、佐伯とは大学でもチームメイトとなった）。
卒業後は大阪商業大学に進学。関西六大学リーグ通算83試合出場、282打数104安打、打率.369、7本塁打、44打点。3年秋に打率.565、26安打のリーグ新記録を樹立し関西六大学リーグ三冠王になり最優秀選手に選ばれた。ベストナイン3度受賞。三菱自動車岡崎では1995年の第66回都市対抗野球大会で若獅子賞を受賞、同年のオリンピック予選でMVPを獲得。翌1996年のアトランタオリンピック野球日本代表に選ばれ銀メダルを獲得した。
同年のドラフト会議でオリックス・ブルーウェーブから2位指名を受けて入団。背番号は10に決まった。

### オリックス時代
1997年は、開幕一軍入りこそ果たせなかったもののシーズン序盤に登録され、5月11日の対近鉄バファローズ戦で8番・中堅手としてスタメン起用されプロ入り初出場を果たす。5月25日の対千葉ロッテマリーンズ戦でプロ初安打を、8月1日の対近鉄戦でプロ初本塁打を記録した。規定打席到達はならなかったが、ルーキーながらシーズン101試合に出場した。
1998年は132試合に出場し、規定打席にも到達。打率.284、10本塁打を記録し、プロ2年目ながら中堅手のレギュラーを勝ち取った。
1999年は134試合に出場、リーグ5位となる打率.291を記録するなどし、初のベストナインにも選出された。また、前年1盗塁ながら同年は24盗塁を記録。盗塁死はわずか2で高い成功率を収めた。この年は一塁手として出場することも多かった。同年4月10日の対西武ライオンズ戦（ナゴヤドーム）では3-3の同点の9回一死満塁の打席で西口文也からサヨナラ安打、5月11日の対近鉄戦（グリーンスタジアム神戸）では1点を追う9回二死一塁の打席でカルロス・バルデスから自身初のサヨナラ本塁打である逆転サヨナラ2点本塁打の2度のサヨナラ打を放った。
2000年は134試合に出場、打率、本塁打ともに前年より成績を落とすが、自己最多の73打点を記録。前年より成功率は下げたが23盗塁を記録した。前年に引き続き、度々一塁手として起用された。
2001年は136試合に出場、プロ入り初の打率3割（.325、リーグ5位）を記録し、打点、本塁打、盗塁、いずれも自己最高を記録した。また、シーズンを通して52本の二塁打を放ち、日本記録を樹立。初のゴールデングラブ賞を受賞した。
2002年は138試合に出場、1998年からのレギュラー定着後以降最少の5本塁打に終わったが、前年を上回る打率.326（リーグ4位）を記録。自己最多の41盗塁を記録し、松井稼頭央との競り合いを制し、初の盗塁王を獲得。盗塁成功率も盗塁王では2015年シーズン終了時点で歴代1位の.911を記録した。
2003年は、シドニー五輪柔道金メダリスト田村亮子と結婚。シーズンでは137試合に出場し、9月には自身初の月間MVPを受賞した。また、シーズンを通して189安打を放ち最多安打のタイトルを獲得（2004年に近鉄バファローズとの合併したことによりブルーウェーブでの最後の打撃タイトル選手となった）し、パ・リーグの右打者としての安打数記録を更新。リーグ2位となる打率.350を記録し、本塁打も自己最多の21本を放つ好成績を挙げる。外野守備では、自己最多刺殺と2桁失策を同時に記録。また盗塁数が前年の41盗塁から9盗塁へと激減した。
2004年は中堅手のポジションを福岡ダイエーホークスからFA移籍してきた村松有人に譲り、守備負担の少ない左翼手にコンバートする。アテネオリンピック野球日本代表に選ばれ、銅メダルを獲得するも、最後の打者となった準決勝戦で一塁に駆け抜けた際に転倒し右足を負傷した。残りシーズンはほとんど試合に出場できなかったが、規定打席には到達。4年連続で打率3割を達成する。2004年末のオリックス・ブルーウェーブと大阪近鉄バファローズの合併に伴う新球団東北楽天ゴールデンイーグルスとの分配ドラフトを経て引き続きオリックスと契約することが決まった。
2005年は打順は主に1番と3番、守備位置は中堅手で起用される。しかし腰の怪我の影響もあり、規定打席には到達したが111試合の出場にとどまり、打率は規定打席到達の中では自己ワーストの.248で2000年以来5年ぶりに3割に届かず、盗塁においても盗塁数より盗塁死のほうが上回った。12月31日には長男が誕生した。
2006年は肘の故障などもあり、規定打席には到達したが118試合の出場にとどまり、打率.267、6本塁打、30打点に終わった。特に打点、盗塁はプロ入り最少であった。同年11月7日、鴨志田貴司、長田昌浩との交換トレードで読売ジャイアンツへ移籍。背番号は仁志敏久が着用していた8に決まった。推定年俸は1億3000万円減となる1億5000万円となった。

### 巨人時代
2007年は開幕から1番の高橋由伸に続く不動の2番・左翼手として活躍。自己最多の141試合に出場し、シーズンを通して高打率を維持してリーグ3位、チームトップの打率.318を記録し、自身3年ぶりの打率3割、3年ぶりの2桁本塁打（10本）を記録。得点圏打率は3割7分を超えた。盗塁も2桁にのせるなど過去2年の不振から完全に復活した。9月1日の対横浜ベイスターズ19回戦（横浜スタジアム）で7回表二死満塁の場面で、遊ゴロを放った際、一塁アウトの判定に激怒。一塁塁審・有隅昭二の胸を突き飛ばし、人生初の退場処分を受けた。この年の契約更改ではチーム最高打率を残した活躍を評価され、1億1000万円アップに加え2年の複数年契約が提示されるも、FA権を行使せず2億6000万円の1年契約でサイン。シーズン終了後に肘の遊離軟骨除去手術を受けた。
2008年は東京ヤクルトスワローズから左翼手のアレックス・ラミレスが加入したため、中堅手へ再コンバートされる。守備の負担が多くなったためか打撃不振に陥り、オープン戦から打撃好調の亀井義行らにレギュラーを奪われたが、代打で起用されるうちに徐々に本来の打撃を取り戻した。高橋由や亀井の怪我による離脱後はスタメンに復帰し、安定した成績を残している。終盤は亀井と右翼手で併用されることが多かった。6月3日の対オリックス戦の9回表に加藤大輔から本塁打を放ったことで、13球団から本塁打の記録を達成した。
2009年は前年終盤に続いて右翼手での起用が主となる。開幕当初は相手投手の左右によって左打者の亀井と併用されていたが、シーズン中盤に正一塁手だった李承燁の打撃不振に伴い亀井が一塁手にコンバートされ、谷の出場機会も増加。6番・右翼手（交流戦などでは、左翼を守るラミレスが指名打者に入るため、谷が左翼の守備に就く）に定着するとともに打撃の調子も上がり、8月は月間打率.375、9月は.456と打ちまくり、優勝に向けたラストスパートに貢献した。亀井や松本哲也ら若手外野手が台頭したため、出場試合数こそ辛うじて100試合を越える程度だったが、打率は.331を記録し得点圏打率は.400に達した。10月24日に行われた中日とのクライマックスシリーズ2ndステージ第4戦では中田賢一からプロ入り初となる満塁本塁打を放った。
2010年は高橋由伸の復帰や、この年のルーキー長野久義が加入し外野手ポジション争いが激戦となる。出場機会を求め春季キャンプから、外野と並行して一塁手の守備練習にも取り組んだ。5月9日の横浜ベイスターズ主催試合（ハードオフ新潟）にて6番一塁手でスタメン出場、約10年ぶりの一塁手での公式戦出場だった。だが谷自身「ブランクの長さ」を理由に、一塁守備に不安を覗かせていた（月刊ジャイアンツ2010年7月号より）。4月24日の木村拓也の追悼試合では8回裏に代打で登場し（木村の急死については木村拓也参照）、レギュラーシーズン初となる満塁本塁打を高橋建から放った。その後のヒーローインタビューでは涙ながらに木村拓也への思いを語った。しかし以降は調子が上がらず、84試合の出場に留まり、打率は.238、得点圏打率は.176と移籍後最低の成績に終わった。
2011年は前年と変わらない激しい外野手ポジション争いだったこともあり、代打での起用が多くなる。幾多の場面で出場を重ねるも、打率は安定せず9月28日に登録抹消となる。10月8日に再び出場登録されてからはヒットを重ね、最終的には打率を.274にまで上げるも、プロ入り初となるシーズン0本塁打に終わった。
2012年はオープン戦で矢野謙次がフェンスにぶつかって負傷したことや、新外国人のジョン・ボウカーや松本の前年度から続く不振により、序盤は2番で起用されるなどスタメン出場の機会も多く、5月10日の対横浜DeNAベイスターズ戦では二年ぶりに本塁打も放った。しかし、松本の復調や矢野の復帰、西武から移籍してきた石井義人が代打の切り札として起用されこの年驚異的な打率を残すと、出番は次第に少なくなっていった。それでも9月4日の阪神戦で代打で出場して勝ち越し適時打を放つなど、随所で活躍を見せた。最終的には打率以外は前年の成績を上回る活躍を見せ、チームの3年ぶりのリーグ優勝に貢献した。クライマックスシリーズと日本シリーズでは、代打で出場した。12月3日に契約更改が行われ、現状維持の8000万で契約更新した。
2013年はキャンプ、シーズン共に二軍で迎え、二軍で一時期は4割を超える驚異的な打率を残していたが、腰痛もあって昇格は遅れていた。6月下旬に昇格し、6月30日の対ヤクルト戦でシーズン初安打、初打点を記録した。しかし、その後は二軍に降格し、それ以降は昇格がないままレギュラーシーズンを終えた。リーグ戦終了時に一軍に合流した。クライマックスシリーズではベンチ入りはしていたものの出番はなかったが、日本シリーズでは代打で出場した。日本シリーズ終了の翌日である11月4日に球団から戦力外通告を受ける。同年12月10日、オリックス・バファローズが谷の獲得を発表した。背番号は前回在籍時と同じ10に決まった。2006年のシーズン終了後に巨人へ移籍してから8年ぶりの復帰になる。

### オリックスへの復帰後
2014年は3月28日の対北海道日本ハムファイターズ戦の開幕戦において（5番・左翼手）として先発出場し、巨人時代の2008年以来6年ぶりの開幕スタメン出場を果たした。3月30日の対日本ハム戦で、4回表に武田勝から、左線二塁打を放ち移籍後初安打を記録した。しかしその後打撃不振から4月20日に出場選手登録を抹消され、そのまま最後まで昇格はないままシーズンを終えた。チームは6年ぶりに2位と躍進したものの、最終的に一軍出場自己ワーストの9試合の出場でわずか2安打に終わり、打点0に終わった。
2015年9月16日、京セラドーム大阪で会見を開き、同年限りでの現役引退を発表した。10月3日に、京セラドーム大阪で行われた引退試合（対ソフトバンク戦）で、7回一死一塁で代打で登場。武田翔太が投げた初球を打ち、現役最終打席を通算1928本目の安打（日本プロ野球名球会への入会基準である通算2000安打まで残り72）で締めくくった。12月2日付で、日本野球機構（NPB）から自由契約選手として公示された。

### 現役引退後
2016年からはデイリースポーツの野球評論家として活動する。
2021年2月1日、社会人野球の東芝のエグゼクティブ・アドバイザーに就任した。

## 選手としての特徴

### 打撃
早いカウントから打ちにいく積極性を持ちながら、追い込まれた後でもミートできるバットコントロールを持ち味とし、三振が少ない。2003年には2ストライク後打率.351を記録。カウントによっては狙い打ってスタンドまで運ぶ長打力も兼ね備え、得点機にも強く巨人移籍後2010年までの通算得点圏打率.332を誇る。
巧みなバットコントロールで球種に関わらず打球を広角に打ち分ける技術を持ち、特に右方向へ流し打つ技術は球界屈指と言われる。内角球への対応にも優れ、左足に軸足を置いた最初から外側を向いている体勢で打席に立ち、右足を引くような独特のフォームで内角球に対応する。

### 守備・走塁
外野守備では俊足を生かした広い守備範囲と強肩を誇り、2001年から2004年にかけて4年連続でゴールデングラブ賞を獲得する活躍を見せるなど、オリックス時代にはイチロー、田口壮とともに鉄壁の外野陣を形成していた。巨人移籍後以降は年齢や腰の持病もあって代打または左翼手での起用が主となり、交流戦においてはDHでの出場も多かった。
右打者ながら一塁到達3.9秒台を記録する俊足を生かした内野安打も多い。

## 詳細情報

### 年度別打撃成績
| 年 度     | 球 団      | 試 合 | 打 席 | 打 数 | 得 点 | 安 打 | 二 塁 打 | 三 塁 打 | 本 塁 打 | 塁 打 | 打 点 | 盗 塁 | 盗 塁 死 | 犠 打 | 犠 飛 | 四 球 | 敬 遠 | 死 球 | 三 振 | 併 殺 打 | 打 率 | 出 塁 率 | 長 打 率 | O P S |
| --------- | ---------- | ----- | ----- | ----- | ----- | ----- | -------- | -------- | -------- | ----- | ----- | ----- | -------- | ----- | ----- | ----- | ----- | ----- | ----- | -------- | ----- | -------- | -------- | ----- |
| 1997      | オリックス | 101   | 341   | 309   | 36    | 84    | 21       | 4        | 1        | 116   | 33    | 5     | 4        | 4     | 2     | 25    | 0     | 1     | 45    | 5        | .272  | .326     | .375     | .702  |
| 1998      | オリックス | 132   | 532   | 476   | 59    | 135   | 19       | 1        | 10       | 186   | 45    | 1     | 3        | 7     | 5     | 41    | 0     | 3     | 36    | 11       | .284  | .341     | .391     | .732  |
| 1999      | オリックス | 134   | 594   | 532   | 81    | 155   | 17       | 4        | 11       | 213   | 62    | 24    | 2        | 8     | 4     | 48    | 4     | 2     | 40    | 13       | .291  | .350     | .400     | .750  |
| 2000      | オリックス | 134   | 584   | 529   | 78    | 150   | 26       | 3        | 9        | 209   | 73    | 23    | 9        | 1     | 7     | 43    | 0     | 4     | 71    | 14       | .284  | .338     | .395     | .733  |
| 2001      | オリックス | 136   | 619   | 547   | 99    | 178   | 52       | 3        | 13       | 275   | 79    | 27    | 7        | 1     | 3     | 65    | 2     | 3     | 49    | 15       | .325  | .398     | .503     | .901  |
| 2002      | オリックス | 138   | 579   | 524   | 49    | 171   | 31       | 1        | 5        | 219   | 39    | 41    | 4        | 0     | 4     | 47    | 4     | 4     | 44    | 12       | .326  | .383     | .418     | .801  |
| 2003      | オリックス | 137   | 606   | 540   | 86    | 189   | 37       | 1        | 21       | 291   | 92    | 9     | 2        | 0     | 7     | 58    | 3     | 1     | 41    | 18       | .350  | .409     | .539     | .948  |
| 2004      | オリックス | 96    | 431   | 378   | 58    | 120   | 27       | 1        | 15       | 194   | 63    | 10    | 4        | 2     | 5     | 44    | 3     | 2     | 42    | 11       | .317  | .387     | .513     | .900  |
| 2005      | オリックス | 111   | 461   | 435   | 41    | 108   | 18       | 1        | 6        | 146   | 36    | 3     | 4        | 0     | 0     | 24    | 0     | 2     | 48    | 11       | .248  | .291     | .336     | .626  |
| 2006      | オリックス | 118   | 469   | 434   | 45    | 116   | 16       | 0        | 6        | 150   | 30    | 1     | 2        | 0     | 3     | 30    | 1     | 2     | 41    | 15       | .267  | .316     | .346     | .661  |
| 2007      | 巨人       | 141   | 595   | 541   | 63    | 172   | 31       | 0        | 10       | 233   | 53    | 10    | 2        | 20    | 1     | 30    | 0     | 3     | 48    | 10       | .318  | .357     | .431     | .787  |
| 2008      | 巨人       | 120   | 373   | 349   | 33    | 103   | 17       | 0        | 10       | 150   | 45    | 5     | 1        | 6     | 0     | 17    | 0     | 1     | 43    | 6        | .295  | .330     | .430     | .759  |
| 2009      | 巨人       | 101   | 316   | 287   | 35    | 95    | 23       | 1        | 11       | 153   | 48    | 3     | 1        | 3     | 1     | 22    | 1     | 3     | 44    | 4        | .331  | .383     | .533     | .916  |
| 2010      | 巨人       | 84    | 195   | 176   | 16    | 42    | 6        | 0        | 2        | 54    | 10    | 2     | 3        | 4     | 1     | 13    | 1     | 1     | 32    | 4        | .239  | .293     | .307     | .600  |
| 2011      | 巨人       | 83    | 142   | 135   | 9     | 37    | 4        | 1        | 0        | 43    | 7     | 2     | 1        | 1     | 2     | 4     | 0     | 0     | 30    | 3        | .274  | .291     | .319     | .610  |
| 2012      | 巨人       | 89    | 255   | 229   | 19    | 59    | 5        | 0        | 3        | 73    | 22    | 1     | 2        | 11    | 1     | 14    | 2     | 0     | 48    | 5        | .258  | .299     | .319     | .618  |
| 2013      | 巨人       | 13    | 31    | 28    | 2     | 7     | 2        | 0        | 0        | 9     | 1     | 0     | 0        | 1     | 0     | 2     | 0     | 0     | 4     | 2        | .250  | .300     | .321     | .621  |
| 2014      | オリックス | 9     | 20    | 16    | 1     | 2     | 2        | 0        | 0        | 4     | 0     | 0     | 0        | 0     | 0     | 3     | 0     | 1     | 5     | 0        | .125  | .300     | .250     | .550  |
| 2015      | オリックス | 11    | 32    | 27    | 5     | 5     | 1        | 0        | 0        | 6     | 3     | 0     | 0        | 0     | 0     | 4     | 0     | 1     | 2     | 0        | .185  | .313     | .222     | .535  |
| NPB：19年 | NPB：19年  | 1888  | 7175  | 6492  | 815   | 1928  | 355      | 21       | 133      | 2724  | 741   | 167   | 51       | 69    | 46    | 534   | 21    | 34    | 713   | 159      | .297  | .351     | .420     | .771  |

- 各年度の太字はリーグ最高、赤太字はNPBにおける歴代最高

### 年度別守備成績
| 年 度     | 球 団      | 外野  | 外野  | 外野  | 外野  | 外野  | 外野     | 一塁  | 一塁  | 一塁  | 一塁  | 一塁  | 一塁     |
| 年 度     | 球 団      | 試 合 | 刺 殺 | 補 殺 | 失 策 | 併 殺 | 守 備 率 | 試 合 | 刺 殺 | 補 殺 | 失 策 | 併 殺 | 守 備 率 |
| --------- | ---------- | ----- | ----- | ----- | ----- | ----- | -------- | ----- | ----- | ----- | ----- | ----- | -------- |
| 1997      | オリックス | 96    | 167   | 3     | 3     | 2     | .983     | -     | -     | -     | -     | -     | -        |
| 1998      | オリックス | 127   | 248   | 5     | 3     | 2     | .988     | -     | -     | -     | -     | -     | -        |
| 1999      | オリックス | 120   | 194   | 3     | 5     | 0     | .975     | 51    | 265   | 12    | 0     | 23    | 1.000    |
| 2000      | オリックス | 123   | 241   | 4     | 0     | 0     | 1.000    | 26    | 144   | 15    | 3     | 12    | .981     |
| 2001      | オリックス | 136   | 255   | 3     | 3     | 0     | .989     | -     | -     | -     | -     | -     | -        |
| 2002      | オリックス | 123   | 250   | 2     | 0     | 0     | 1.000    | -     | -     | -     | -     | -     | -        |
| 2003      | オリックス | 121   | 274   | 4     | 11    | 0     | .962     | -     | -     | -     | -     | -     | -        |
| 2004      | オリックス | 88    | 167   | 9     | 2     | 1     | .989     | -     | -     | -     | -     | -     | -        |
| 2005      | オリックス | 82    | 126   | 2     | 2     | 0     | .985     | -     | -     | -     | -     | -     | -        |
| 2006      | オリックス | 97    | 137   | 3     | 1     | 0     | .993     | -     | -     | -     | -     | -     | -        |
| 2007      | 巨人       | 139   | 171   | 2     | 1     | 0     | .994     | -     | -     | -     | -     | -     | -        |
| 2008      | 巨人       | 109   | 154   | 6     | 2     | 1     | .988     | -     | -     | -     | -     | -     | -        |
| 2009      | 巨人       | 85    | 98    | 5     | 3     | 0     | .972     | -     | -     | -     | -     | -     | -        |
| 2010      | 巨人       | 49    | 56    | 3     | 1     | 0     | .983     | 3     | 9     | 1     | 0     | 2     | 1.000    |
| 2011      | 巨人       | 43    | 36    | 3     | 2     | 0     | .951     | 2     | 4     | 0     | 0     | 0     | 1.000    |
| 2012      | 巨人       | 66    | 66    | 5     | 3     | 0     | .959     | -     | -     | -     | -     | -     | -        |
| 2013      | 巨人       | 10    | 7     | 0     | 1     | 0     | .875     | -     | -     | -     | -     | -     | -        |
| 2014      | オリックス | 5     | 9     | 0     | 0     | 0     | 1.000    | -     | -     | -     | -     | -     | -        |
| 2015      | オリックス | 8     | 8     | 0     | 0     | 0     | 1.000    | -     | -     | -     | -     | -     | -        |
| NPB：19年 | NPB：19年  | 1627  | 2664  | 62    | 43    | 6     | .984     | 82    | 422   | 28    | 3     | 37    | .993     |

- 太字年はゴールデングラブ賞受賞年

### タイトル
- 盗塁王：1回（2002年）
- 最多安打：1回（2003年）

### 表彰
- ベストナイン：5回（1999年、2001年 - 2004年）
- ゴールデングラブ賞：4回（2001年 - 2004年）
- 月間MVP：1回（2003年9月）
- オールスターゲーム優秀選手賞：1回（2004年第2戦）
- パ・リーグ連盟特別表彰：1回（功労賞：2015年）

### 記録
初記録
- 初出場・初先発出場：1997年5月11日、対近鉄バファローズ6回戦（グリーンスタジアム神戸）、8番・中堅手として出場
- 初打点：1997年5月22日、対日本ハムファイターズ9回戦（グリーンスタジアム神戸）、12回裏に岩本勉から
- 初安打：1997年5月25日、対千葉ロッテマリーンズ7回戦（千葉マリンスタジアム）、2回表に薮田安彦から左翼線適時二塁打
- 初盗塁：同上、3回表に本盗（投手：近藤芳久、捕手：清水将海）
- 初本塁打：1997年8月1日、対近鉄バファローズ14回戦（グリーンスタジアム神戸）、8回裏に赤堀元之から同点ソロ

節目の記録
- 1000安打：2003年8月19日、対福岡ダイエーホークス22回戦（福岡ドーム）、6回表に渡辺正和から中前安打 ※史上214人目
- 1000試合出場：2004年7月25日、対北海道日本ハムファイターズ17回戦（東京ドーム）、4番・左翼手として先発出場 ※史上397人目
- 100本塁打：2007年4月22日、対阪神タイガース6回戦（阪神甲子園球場）、8回表に渡辺亮から左越2ラン ※史上249人目
- 1500安打：2007年7月1日、対広島東洋カープ9回戦（広島市民球場）、9回表に永川勝浩から中前安打 ※史上94人目
- 300二塁打：2008年7月3日、対東京ヤクルトスワローズ12回戦（東京ドーム）、6回裏に加藤幹典から ※史上48人目
- 1500試合出場：2009年4月4日、対広島東洋カープ2回戦（東京ドーム）、7回裏に豊田清の代打として出場 ※史上164人目
- 350二塁打：2012年9月14日、対阪神タイガース22回戦（東京ドーム）、7回裏に岩田稔から右線二塁打 ※史上35人目

その他の記録
- シーズン52二塁打（2001年） ※日本プロ野球記録
- シーズン189安打（2003年） ※右打者のパ・リーグ記録
- シーズン盗塁成功率：.911（2002年） ※40盗塁以上では歴代2位
- 外野手レンジファクター（RF/G）1位：1回（2003年：2.30）[35]
- 全球団から本塁打：2008年6月3日、対オリックス・バファローズ1回戦（京セラドーム大阪）、9回表に加藤大輔から左越2ラン ※史上12人目

大阪近鉄バファローズを含むセ・パ13球団から本塁打は、史上4人目
- オールスターゲーム出場：6回（2001年 - 2004年、2006年、2007年）

### 背番号
- 10（1997年 - 2006年、2014年 - 2015年）
- 8（2007年 - 2013年）

## 関連情報

### 出演

#### 映画
- 走れ!イチロー（2001年4月28日公開、東映、監督：大森一樹） - 本人 役